# Skipp Sudduth
Robert Lee Sudduth IV, conhecido como Skipp Sudduth, (Barnstable, Massachusetts, 23 de agosto de 1956) é um ator de estadunidense, famoso por interpretar o personagem John Sullivan na série televisiva Third Watch.

## Biografia
Nascido em Barnstable, Massachusetts, filho de um engenheiro e uma enfermeira, Sudduth estudou na George Washington High School em Danville, Virgínia. Pretendia se tornar um físico, chegando a estudar um grau de biologia na Hampden-Sydney College, depois de trabalhar por um ano em um Pronto Socorro. Depois de abandonar a carreira médica, estudou teatro na Universidade da Virginia. Já foi casado duas vezes, mas se divorciou de ambas as esposas. Mora atualmente em Nova York e, além de ator, é compositor e possui uma banda de rock progressivo chamada Minus Ted, que lançou dois discos. O irmão de Skipp, Kohl, também é membro da banda. Ele também faz comédia no estilo stand-up.

## Carreira
Sudduth foi membro do Steppenwolf Theatre Company de Chicago após se formar, o que lhe rendeu vários papéis em peças de teatro das mais variadas, chegando a atuar em peças de Woody Allen e contracenando com Paul Reiser e Helen Hunt.
Sua carreira em filmes é curta, tendo participado de alguns filmes como 54, A Cool, Dry Place e Clockers de Spike Lee. Seu mais representativo papel foi no filme Ronin, quando atuou ao lado de Robert De Niro, o que repetiu no filme Flawless.
MAs Sudduth ficou mesmo conhecido através da série Third Watch, quando ele participou como protagonista das 6 temporadas como o policial John Sullivan. Também fez pontas em outras séries como Homicide: Life on the Street, Law & Order, Oz, Trinity, Cosby, e Mad About You.

## Filmografia
Cinema e filmes feitos para TV somente (TV):
- Drunkboat (2007) .... Earl
- Flawless (1999) .... Tommy
- Bury the Evidence (1998) .... Goon
- Cuisine américaine (1998) .... Wicks
- Ronin (1998) .... Larry
- Noite de Reis (1998) (TV) .... Fabian
- 54 (1998) .... Harlan O'Shea
- A Cool, Dry Place (1998) .... Jack Newbauer
- Firehouse (1997) (TV) .... Sy
- George Wallace (1997) (TV) .... Al Lingo
- Eraser (1996) .... Watch Commander
- Clockers (1995) .... narcotraficante
- Scam (1993) (TV) .... Bob Sarcominia
- Daybreak (1993) (TV) .... Workfare Man
- The Secret (1992) (TV) .... Jack (Voter)

Séries de TV:
- Criminal Minds (2006) .... Det. Stan Gordinski
- Law & Order: Special Victims Unit (2005) .... Phillip Westley
- Third Watch (1999-2005) .... Oficial John 'Sully' Sullivan (65 episódios)
- Law & Order (1999) .... Hank Chapel (3 episódios)
- Homicide: Life on the Street (1999) .... Angelo Marcini
- Trinity (1998) .... Terry (2 episódios)
- Mad About You (1998) .... pedreiro #1
- Oz (1998) .... Lenny Burrano (6 episódios)
- One Life to Live (1997) .... Fritz Van Hinkle
- Brooklyn South (1997) .... Stan Pritchard
- Viper (1996) .... Terry Molloy
- Cosby (1996)
- Central Park West (1996) .... Nick
- Kindred: The Embraced (1996) .... Goth
- New York News (1995) .... Lapetto
- New York Undercover (1995) .... Tony Donato
- CBS Schoolbreak Special (1994) .... Barry Goldstein
- Elvis (1990) .... Dewey Phillips